# 丹麦国内共产党
丹麦国内共产党（丹麥語：Kommunistisk Parti i Danmark，缩写为）是丹麦的一个已不存在的共产主义政党。1993年11月9日，一些反对丹麦共产党参加团结名单—红绿联盟的原丹共党员组建了该党。在遵循共产主义和马克思列宁主义意识形态上，该党被认为比丹共更为正统。该党的青年党员也参加青年共产党人。该党是共产党和工人党国际会议的成员。
2023年9月3日，历经20多年的谈判，该党重新并入丹麦共产党。